# Dwór w Siedmiorogowie

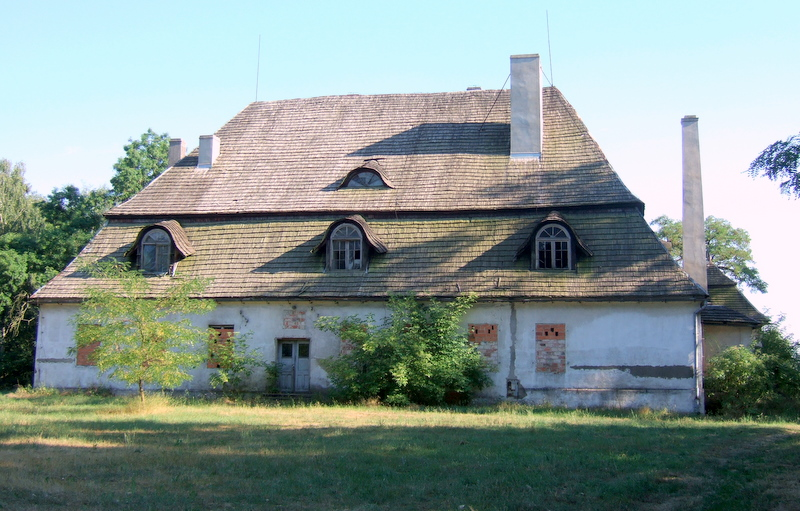
Dwór od strony dawnego ogrodu

Dwór w Siedmiorogowie – tradycyjny dwór polski w stylu barokowym we wsi Siedmiorogów Drugi w województwie wielkopolskim w gminie Borek Wielkopolski. Zbudowany został w 1732 roku, o czym informuje data wyryta na belce. Obecnie dwór znajduje się w stanie ruiny.

## Historia
Dwór powstał dla Jana Tworzyjańskiego, herbu Abdank. W posiadaniu rodziny Tworzyjańskich pozostawał do drugiej połowy XVIII wieku. W1765 roku jako właściciel dóbr figuruje Andrzej Szamocki, podczaszy warszawski i starosta mieścicki. W 1787 roku majątek odziedziczył jego bratanek, Antoni Szamocki. Następnie dobra zostały wydzierżawione rodzinie Smitkowskich, która od lat 40. XIX wieku występuje jako jego właściciele. W drugiej połowie XIX wieku dwór kupili Mycielscy herbu Dołęga. W 1930 roku jego właścicielem była Maria Mycielska. Majątek liczył 1334 hektary. Po II wojnie światowej dwór został znacjonalizowany.

## Opis
Dwór jest budowlą parterową z wysokim łamanym dachem krytym gontem, w którym znajdują się lukarny. Przy ścianach bocznych znajdują się dwa kwadratowe alkierze. Od frontu na osi znajduje się facjata. Wnętrze dworu jest dzisiaj zrujnowane. Niegdyś znajdowały się tam piękne posadzki, dekoracyjne obicia ścian, piece i kominki. Od frontu budynku rozciągał się dziedziniec honorowy, a z tyłu regularny ogród włoski z dwunastoma rzeźbami i zegarem słonecznym. Założenie przecinał kanał i staw z wyspą. W XIX wieku ogród został zamieniony w park, który obecnie ma 5 ha. Zachowały się w nim m.in. pomnikowe dęby i jesiony. 
Nieopodal domu znajduje się trzykondygnacyjny spichlerz z połowy XIX wieku.